# Световен търговски център (Ню Йорк)
Световният търговски център (на английски: World Trade Center) е архитектурен комплекс от 7 сгради на площ от 65 декара, като част от него са били забележителните Twin towers („Кули близнаци“) в Южен Манхатън, Ню Йорк, САЩ. Комплексът е отворен на 4 април 1973 г. и е разрушен през 2001 г., след терористичните атаки от 11 септември.

## История
Строителството му започва на 18 януари 1964 г. и приключва през 1966 г., а е открит през 1973 г. Цената на строежа е около 760 млн. долара. Проектиран е от Минору Ямасаки и Емери Рот като най-големия търговски център в света. В основата му са два четириъгълни корпуса-близнаци (южен и северен; наречени Кулите близнаци), северната кула е висока 417 m, а южната – 415 m. Върху покривите им има площадки за хеликоптери. Всяка от двете кули има по 110 етажа и общо 104 асансьора.
Световният търговски център се състои от две еднотипни кули, наричани Близнаците. Подобна е архитектурата на Кулите Петронас в Малайзия.
В небостъргачите се намират офисите на 430 корпорации и транснационални компании, в които работят над 50 000 души. Сред най-големите компании са: „Morgan Stanley“, „Empire HealthChoice Assurance“, „Garban-Intercapital“, „Fidushay Trust“, „Bank of America“, „Fuji Bank“, „Bank of Taiwan“, „Dow Jones and Company“, „Commerzbank Capital Markets“, „EuroBrokers“ и др. Освен двата еднакви стъклено-стоманени корпуса Търговският център има информационен център, 6 паркинга с 2000 места, хотел и широк площад. През февруари 2001 г. комплексът е продаден за 3,25 млрд. долара на „Vornado Realty Trust“, което се счита за най-голямата сделка с недвижимо имущество в света.

## 11 септември 2001 г.
На 11 септември 2001 г. Световният търговски център става сцена на най-мащабния терористичен акт в света към днешна дата. Във всяка една от двете кули се блъска по един самолет, отвлечен от терористи, това са полет 11 на „Американ Еърлайнс“ и полет 175 на „Юнайтед Еърлайнс“. Предизвиканият от сблъсъците пожар причинява рухването на двете кули и Сграда 7 в рамките на следващите два часа.  

## Новите сгради
Новият комплекс на Световния търговски център в Ню Йорк включва пет кули, мемориал за жертвите на атаките, музей, център за обществен транспорт, 550 000 m² търговски площи и пространство за културни прояви. Шестата сграда-небостъргач все още очаква потвърждение и разрешение за построяването ѝ. Към ноември 2011 г. само един небостъргач е построен, като още 4 се очаква да бъдат завършени преди 2020 г.
Единен световен търговски център или Световен търговски център 1 (One World Trade Center) е основната сграда в комплекса и достига 104 етажа. Към април 2012 г. с поставянето на антената кулата достига височина 541,30 m и вече е най-високата сграда в Западното полукълбо. Сградата се счита като най-сигурната в Америка. Изградена е върху ядро от армиран бетон, гигантска 70-тонна бетонна плоча в основата, а стоманените греди са покрити с огнеустойчив материал. Стълбите са здрави и по-широки от обикновено, за да позволят на пожарникарите да се движат свободно, докато хората се евакуират при потенциален инцидент. Изключителните мерки за сигурност са и една от причините за рекордно високата цена от 3,9 милиарда долара за построяването на небостъргача. Собственост е на държавната агенция Port Authority of New York and New Jersey („Пристанищни власти на Ню Йорк и Ню Джърси“). Управлява се от организацията Durst Organization.
На 3 ноември 2014 г. новият небостъргач на Световния търговски център посреща първите си наематели – служителите на издателската компания Condé Nast. Около 175 души на ръководни постове започват да работят в небостъргача. На няколко метра от новата сграда се намират мемориалът и музеят в памет на загиналите на 11 септември 2001 г. Те са построени точно на мястото на бившите кули близнаци.
За пролетта на 2015 г. е предвидено откриване на обсерватория между 100-тния и 102-рия етаж на небостъргача.